# Тельяна Перейра
Тельяна Перейра (порт. Teliana Pereira, 20 липня 1988) — бразильська тенісистка. 
Перейра почала грати в теніс у 8 років, тому що грали її брати. 
Свій перший турнір WTA вона виграла на Copa Colsanitas 2015 року. 

## Зовнішні посилання
Досьє на сайті WTA